# Tutti pazzi per la tele
Tutti pazzi per la tele è stata una trasmissione televisiva prodotta da Endemol e trasmessa su Rai 1. La prima edizione è andata in onda in prima serata in 5 puntate, dal 16 settembre al 14 ottobre 2008, riscuotendo un grandissimo successo (25% di share). La seconda edizione, invece, è andata in onda in solamente 2 puntate, il 22 e il 29 settembre 2009, sempre in prima serata, mantenendo un 14% di share; visto il forte calo degli ascolti sono state cancellate le successive 6 puntate, previste i martedì successivi.
Derivato da un format di Endemol France attivo dal 1994, Les enfants de la télé, il programma - in parte show e in parte talk - ricorda la televisione di memoria (ovvero la televisione che racconta sé stessa) sullo stile di Ieri e Oggi.
La conduzione è affidata ad Antonella Clerici (che canta anche la sigla della trasmissione, Zum Zum Zum, da Canzonissima del 1968, adattata per l'occasione con un nuovo testo) con la partecipazione dei comici Carlo Pistarino nella prima edizione, e Beppe Braida nella seconda.
Autori dei testi sono Gregorio Paolini e Beppe Bosin, coadiuvati da Alessia Ciolfi, Eddy Martens, Francesco Valitutti e Fabrizio Zaccaretti, con la collaborazione di Yuri Grandone e Salvatore Spirlì. Le coreografie sono affidate ad Enzo Paolo Turchi mentre la regia è di Sergio Colabona.
In ogni puntata, raccolti intorno ad un grande tavolo posto al centro dello studio, varie personalità del mondo dello spettacolo, divisi in due squadre, raccontano le proprie esperienze sulla base di filmati che li hanno visti protagonisti, e commentano spezzoni televisivi che sono rimasti nella storia. Inoltre, intervengono anche diverse guest star internazionali, celebri per aver preso parte a serie televisive, programmi o spot del passato.
Nel 2009 il programma dopo la seconda puntata fu chiuso per via del calo degli ascolti, il neo-direttore di Rai 1 Mauro Mazza in un'intervista dichiarò che chiuse la trasmissione in modo da non danneggiare l'immagine di Antonella Clerici che dopo la trasmissione sarebbe passata a condurre il Festival di Sanremo.

## Ascolti

### Prima edizione (2008)
| Puntata | Data              | Telespettatori | Share  |
| ------- | ----------------- | -------------- | ------ |
| 1       | 16 settembre 2008 | 5.702.000      | 24,31% |
| 2       | 23 settembre 2008 | 5.050.000      | 20,39% |
| 3       | 30 settembre 2008 | 5.164.000      | 20,38% |
| 4       | 7 ottobre 2008    | 5.224.000      | 21,13% |
| 5       | 14 ottobre 2008   | 6.135.000      | 25,32% |

### Seconda edizione (2009)
| Puntata | Data              | Telespettatori | Share  |
| ------- | ----------------- | -------------- | ------ |
| 1       | 22 settembre 2009 | 3.813.000      | 15,43% |
| 2       | 29 settembre 2009 | 3.590.000      | 14,31% |